# Kulturreservat

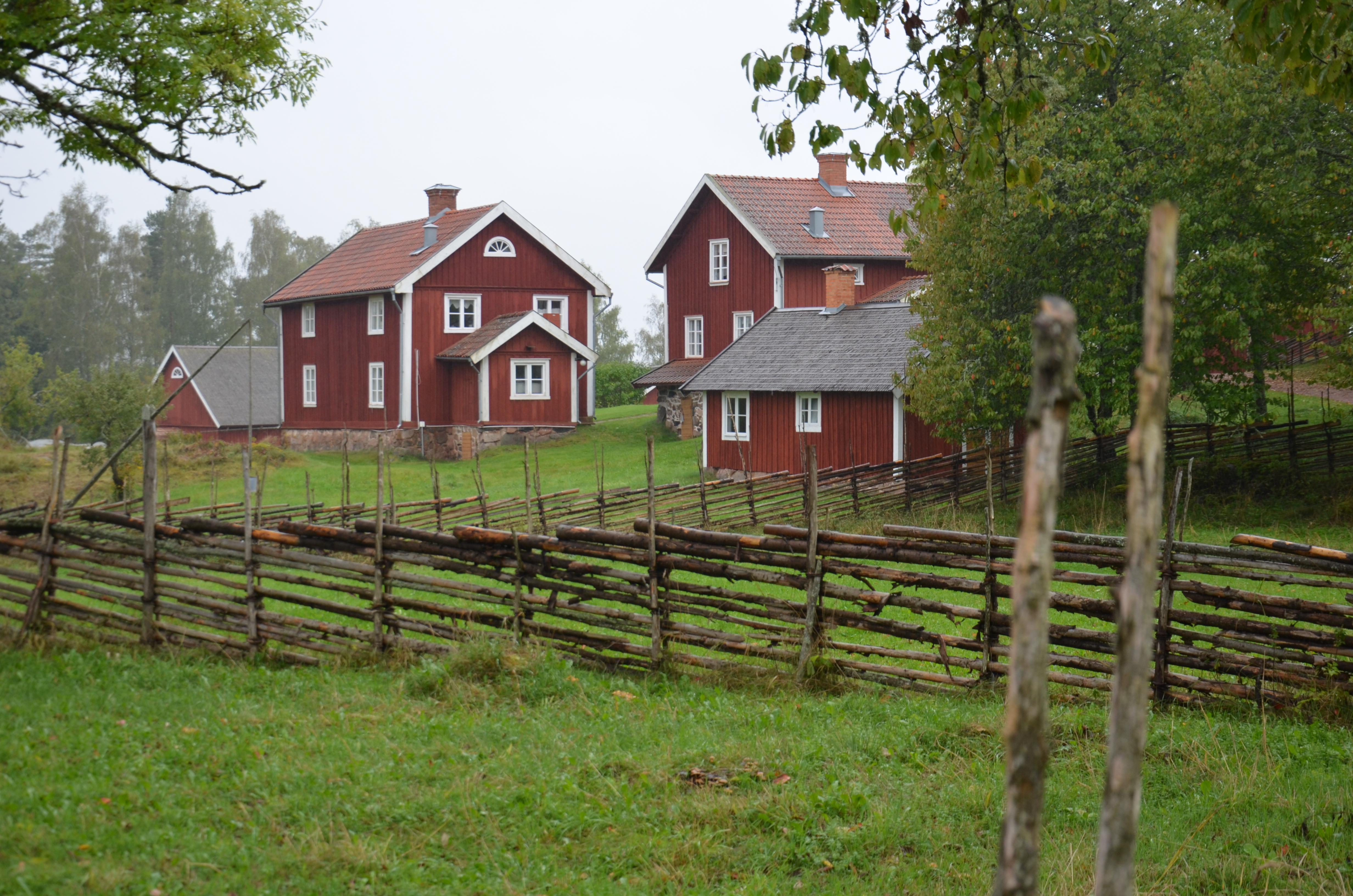
Åsens by

Kulturreservat är ett svenskt bevarandeinstitut som infördes 1999 med miljöbalken, i analogi med det äldre naturreservat.
Avsikten med införande av kulturreservat var att möjliggöra vård och bevarande av värdefulla kulturpräglade landskap. I ett kulturreservat kan hela områdets natur- och kulturmiljövärden skyddas och vårdas, inklusive byggnader, anläggningar, fornlämningar och mark. Även sådana värden som består av verksamheter, kunskaper och traditioner kan hanteras inom ramen för förvaltningen av ett kulturreservat.
Det fanns 2021 36 statligt och tio kommunalt inrättade kulturreservat i Sverige. Kulturreservaten sammanlagda yta 2015 var 7 389 hektar, varav Lillhärjåbygget upptar 2 891 hektar.

## Blekinge län
- Ronneby brunnspark, Ronneby kommun, 2003 56°11′39″N 15°17′21″Ö / 56.19417°N 15.28917°Ö

## Dalarnas län

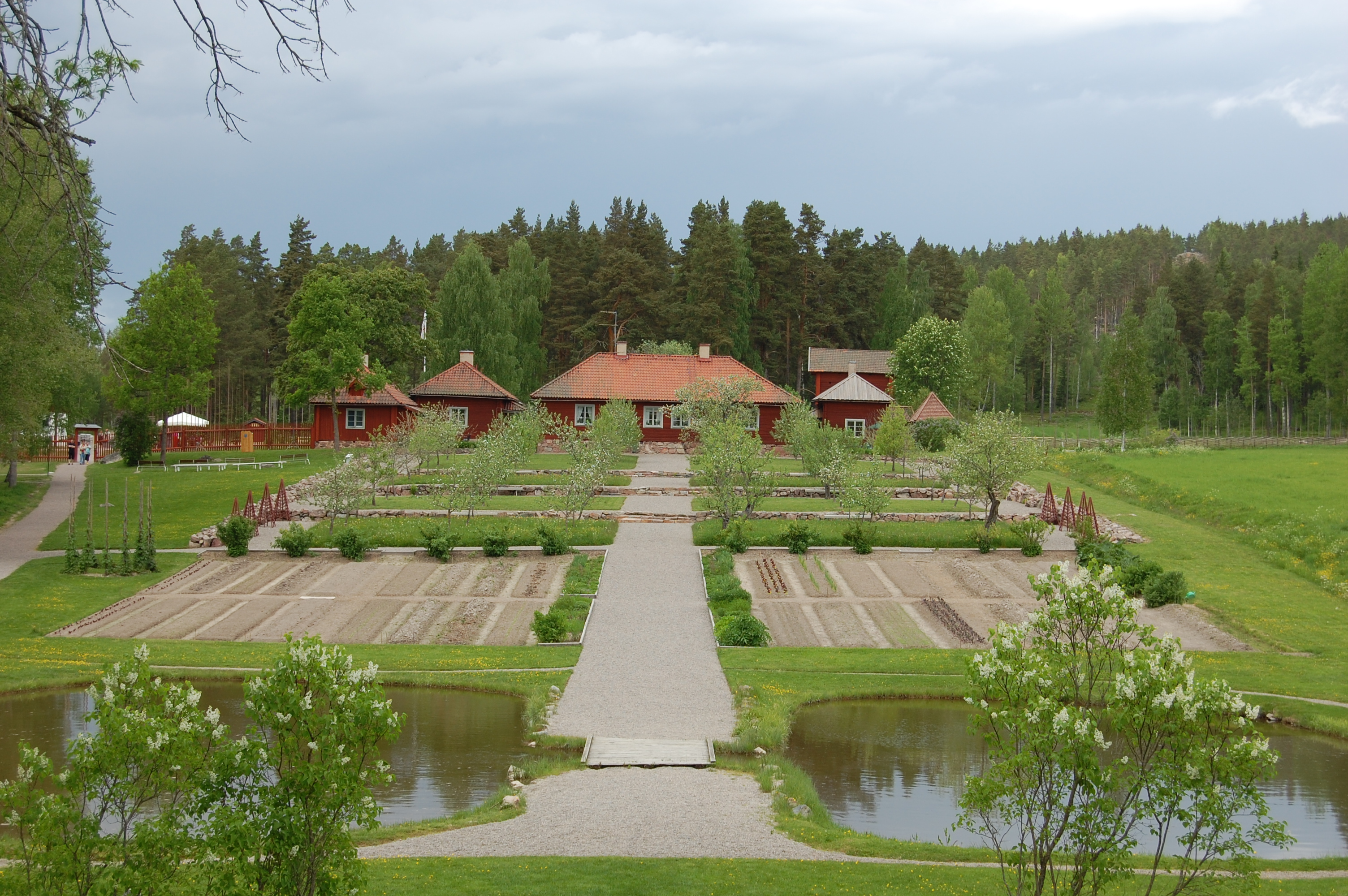
Stabergs bergsmansgård

- Dysdalen, Älvdalens kommun, 2008 (kommunalt inrättat) 61°09′42″N 13°53′14″Ö / 61.16167°N 13.88722°Ö
- Kvarnstensbrottet i Östra Utsjö, Malung-Sälens kommun, 2003 60°38′51″N 13°45′50″Ö / 60.64750°N 13.76389°Ö
- Stabergs bergsmansgård, 2013 60°33′36.70″N 15°46′52.50″Ö / 60.5601944°N 15.7812500°Ö
- Dikarbacken, Falu kommun, 2021 (kommunalt inrättat) 60°35′46″N 15°35′08″Ö / 60.59611°N 15.58556°Ö

## Gotlands län

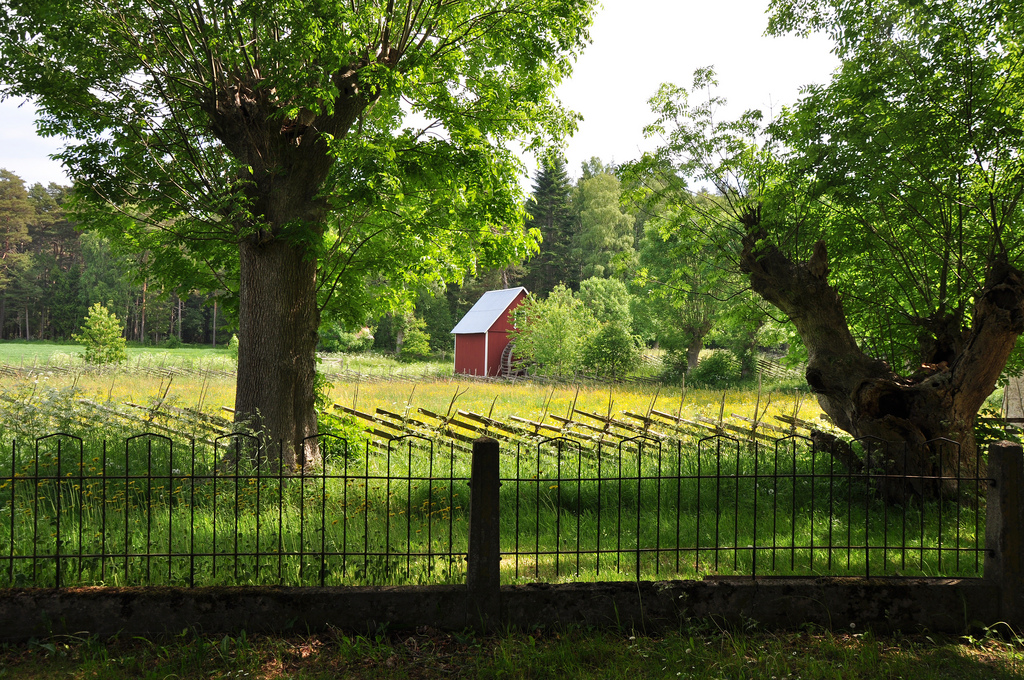
Norrbys i Väte

- Norrbys i Väte, Gotlands kommun, 2002 57°27′15.82″N 18°22′15.52″Ö / 57.4543944°N 18.3709778°Ö

## Gävleborgs län

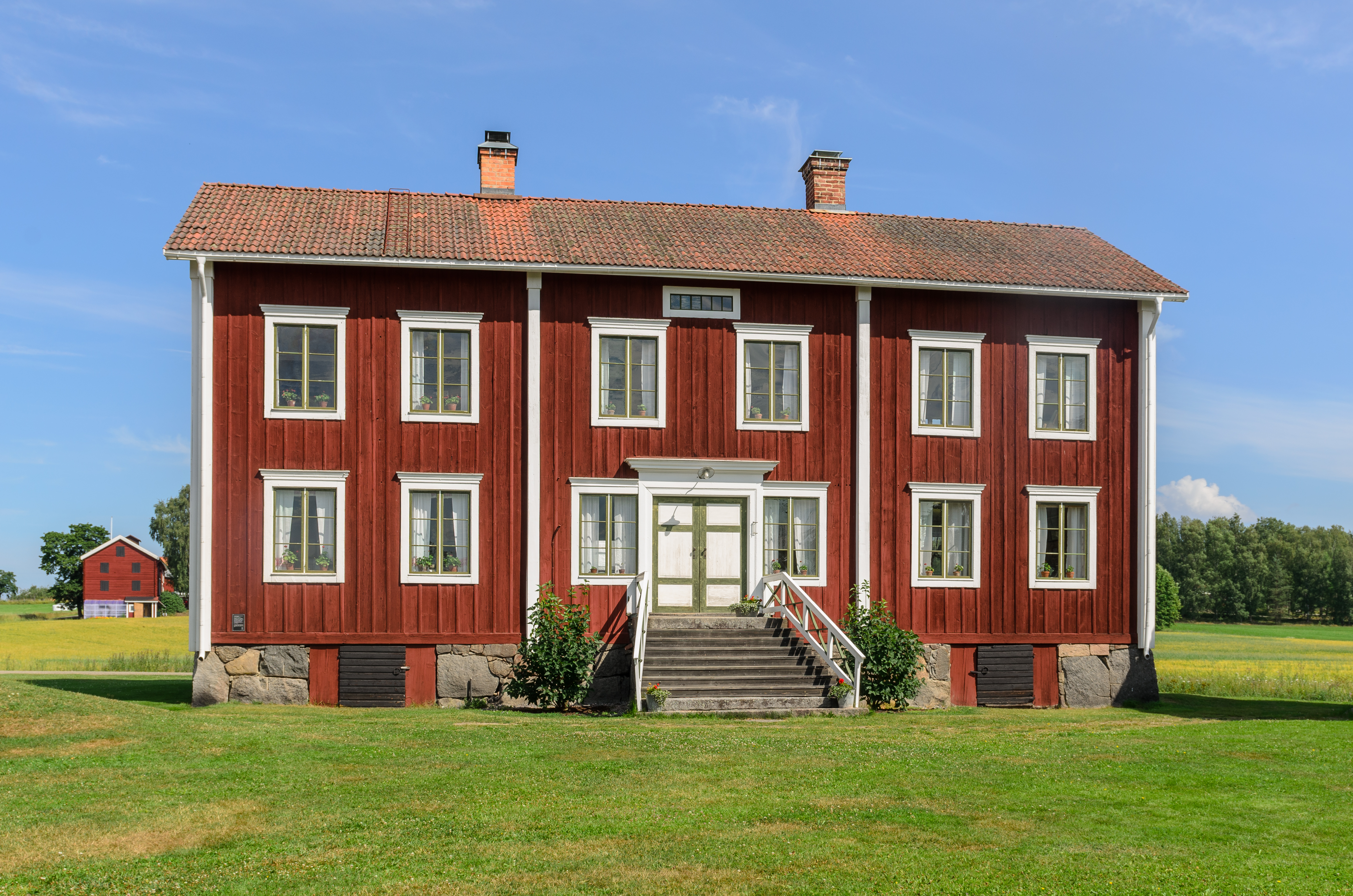
Hälsingegården Ol-Ers i Västeräng

- Västeräng, Hudiksvalls kommun, 2002 61°49′08″N 16°33′03″Ö / 61.81889°N 16.55083°Ö
- Våsbo fäbodar, Edsbyn, Ovanåkers kommun, 2008 61°30′09″N 15°41′37.50″Ö / 61.50250°N 15.6937500°Ö
- Axmar bruk, Gävle kommun, 2011 61°02′47″N 17°08′50″Ö / 61.04639°N 17.14722°Ö

## Hallands län

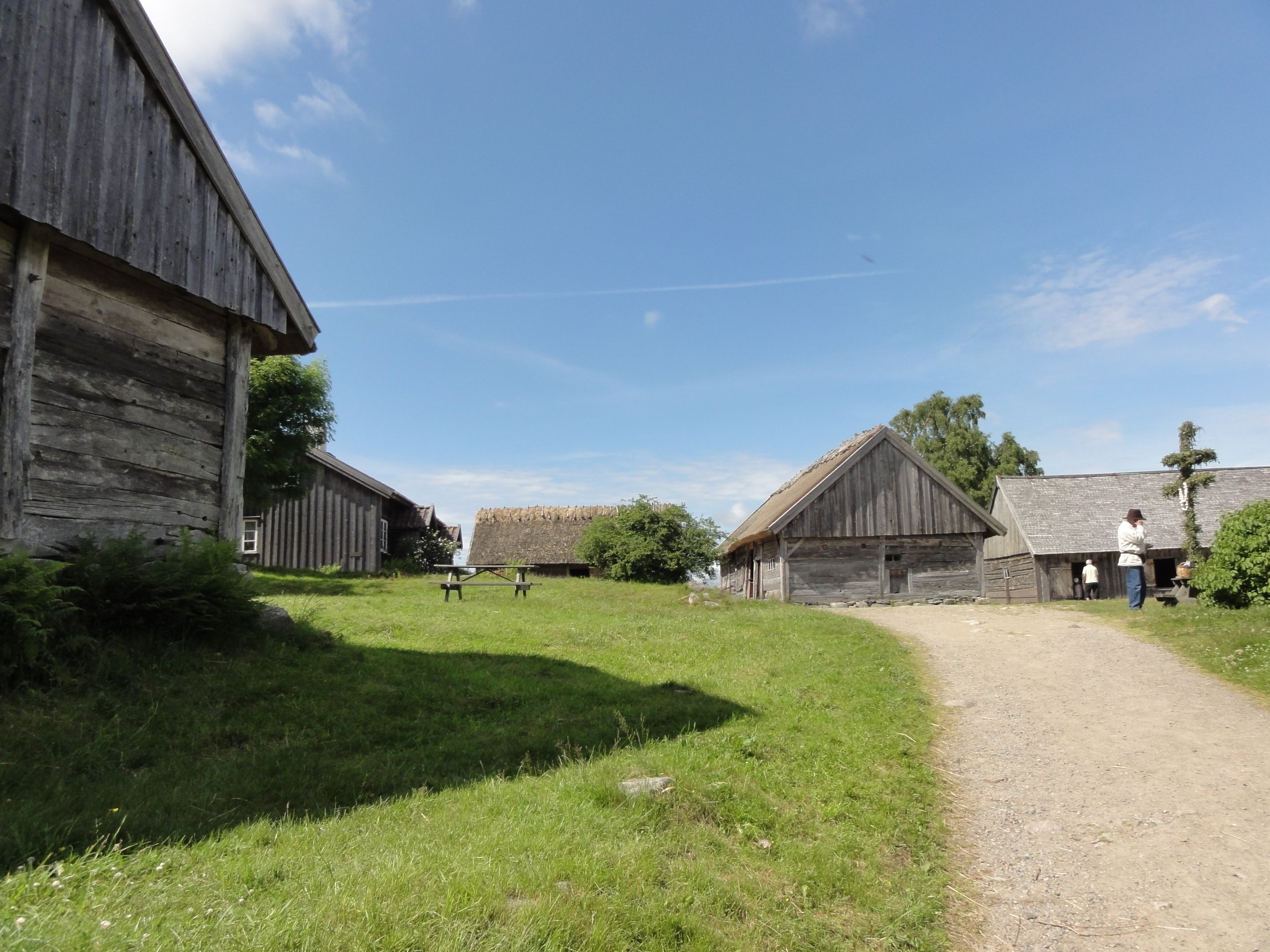
Äskhults by

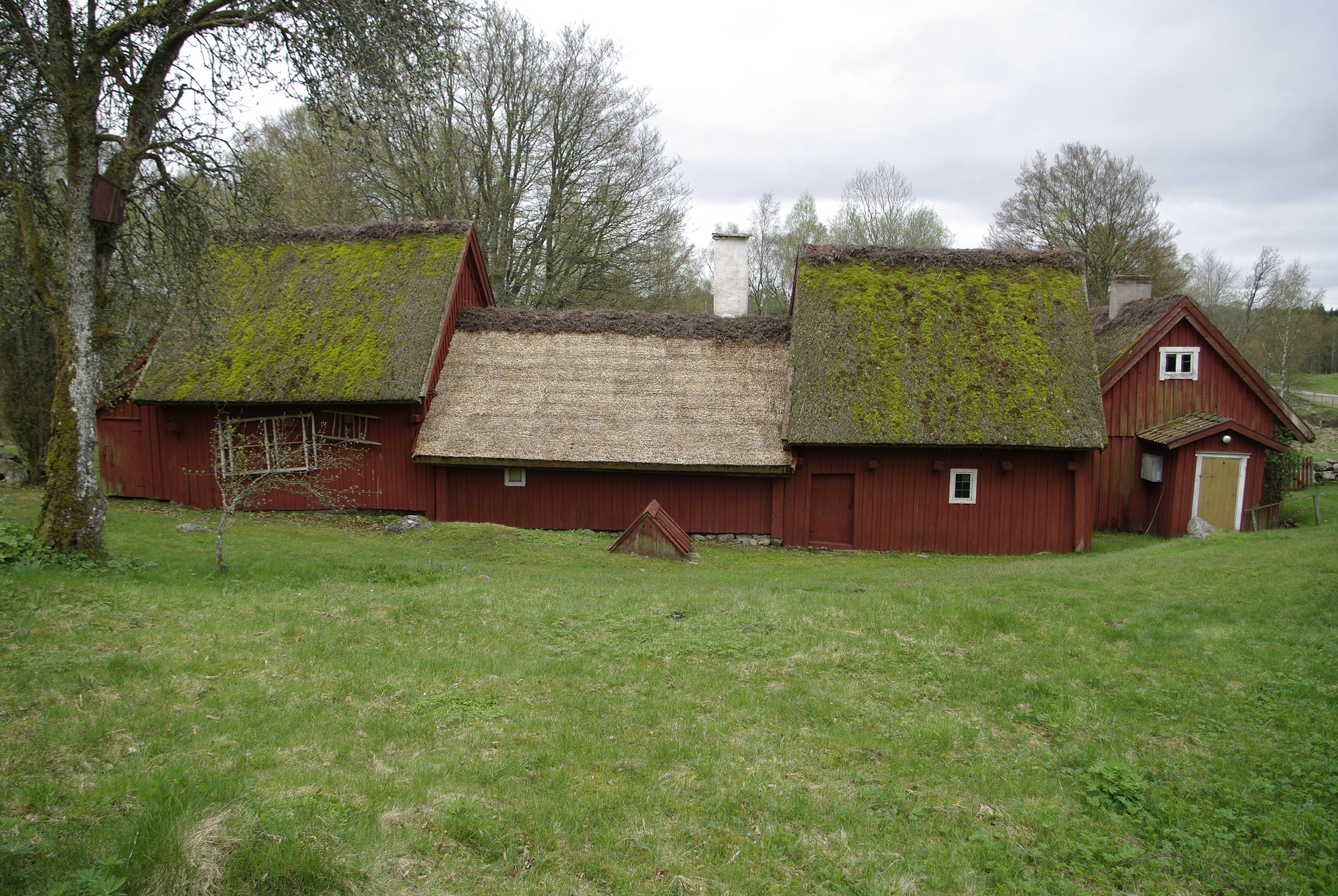
Bollaltebygget

- Mårtagården, Kungsbacka kommun, 2003 57°23′40″N 11°59′42″Ö / 57.39444°N 11.99500°Ö
- Äskhults by, Kungsbacka kommun, 2004 57°25′38″N 12°16′59″Ö / 57.427094°N 12.283111°Ö
- Bollaltebygget, Laholms kommun, 2008 56°34′35.93″N 13°18′10.74″Ö / 56.5766472°N 13.3029833°Ö

## Jämtlands län
- Lillhärjåbygget, Härjedalens kommun, 2002 61°55′55″N 13°18′26″Ö / 61.93194°N 13.30722°Ö

## Jönköpings län
- Åsens by, Aneby kommun, 2000 57°53′43″N 14°31′07.50″Ö / 57.89528°N 14.5187500°Ö
- Högarps by, Vetlanda kommun, 2010 57°20′11″N 15°29′50″Ö / 57.33639°N 15.49722°Ö

## Kalmar län
- Stensjö by, Oskarshamns kommun, 2020[4] 57°20′43.9″N 16°27′56.8″Ö / 57.345528°N 16.465778°Ö

## Kronobergs län
- Komministerbostället Råshult, Älmhults kommun, 2002 56°37′05″N 14°12′00″Ö / 56.618°N 14.200°Ö

## Norrbottens län

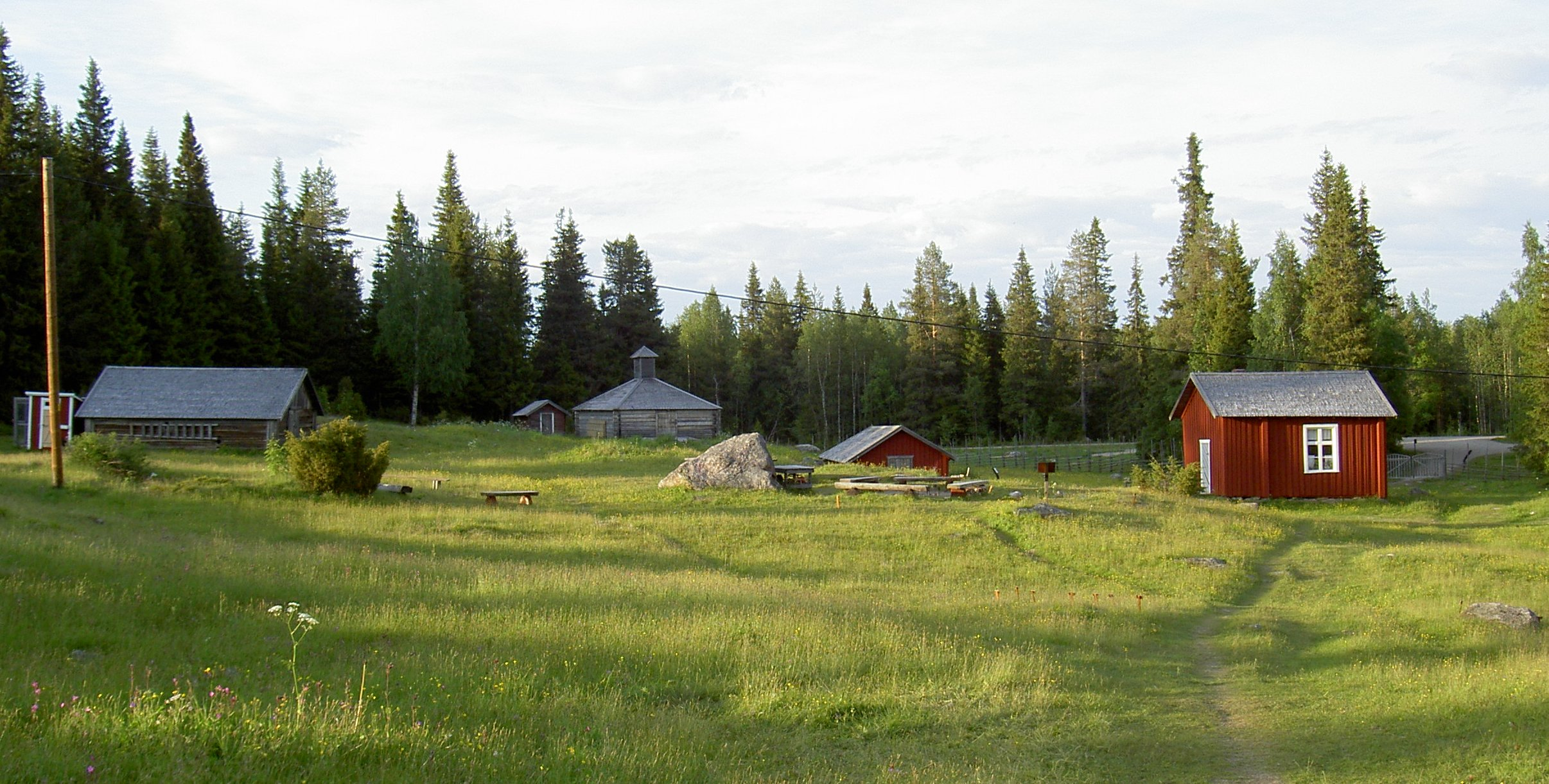
Hanhivittikko fäbod

- Hanhinvittikko fäbod, Övertorneå kommun, 2002 66°27′3″N 23°28′52″Ö / 66.45083°N 23.48111°Ö
- Gallejaur by, Arvidsjaurs kommun, 2008 65°09′18″N 19°26′20″Ö / 65.155°N 19.439°Ö

## Skåne län
- Örnanäs, Osby kommun, 2006 56°18′56.89″N 14°17′57.61″Ö / 56.3158028°N 14.2993361°Ö
- Kulturens Östarp, Sjöbo kommun, 2021 55°36′34.66″N 13°33′30.22″Ö / 55.6096278°N 13.5583944°Ö

## Stockholms län
- Åsöberget, Stockholms kommun, 1956 59°18′51″N 18°5′47.8″Ö / 59.31417°N 18.096611°Ö
- Brottö skärgårdsjordbruk, Österåkers kommun, 2004 59°27′57″N 18°43′28″Ö / 59.46583°N 18.72444°Ö
- Igelbäcken, Stockholms kommun, 2006 (kommunalt inrättat) 59°24′37″N 17°54′21″Ö / 59.41028°N 17.90583°Ö
- Nedre Söderby, Salems kommun, 2010 (kommunalt inrättat) 59°12′52″N 17°47′07″Ö / 59.21444°N 17.78528°Ö

## Södermanlands län
Inget kulturreservat

## Uppsala län

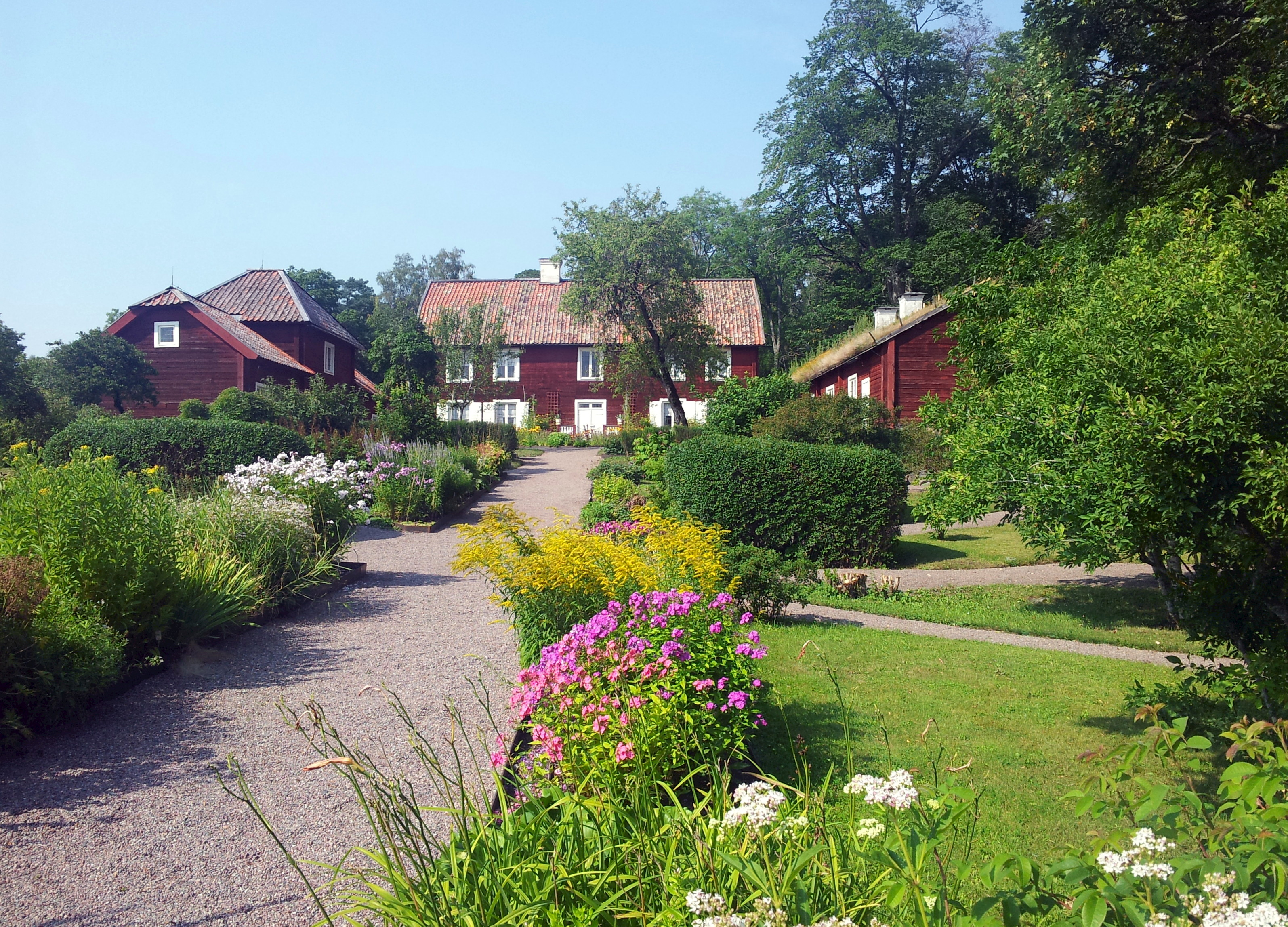
Linnés Hammarby

- Lingnåre, Tierps kommun, 2004 60°32′07″N 17°50′02″Ö / 60.53528°N 17.83389°Ö
- Linnés Hammarby, Uppsala kommun, 2007 59°49′3″N 17°46′35″Ö / 59.81750°N 17.77639°Ö

## Värmlands län
- Juhola finngård, Torsby kommun, 2001  60°25′08″N 12°43′08″Ö / 60.41889°N 12.71889°Ö
- Krigsflygfält 16 Brattforsheden, Karlstads kommun, 2003  59°36′30″N 13°54′44″Ö / 59.60833°N 13.91222°Ö

## Västerbottens län
- Rörträsks silängar, Norsjö kommun, 2002 65°9′24″N 19°38′0″Ö / 65.15667°N 19.63333°Ö
- Atoklimpen, Storumans kommun, 2005 65°41′0″N 14°39′0″Ö / 65.68333°N 14.65000°Ö
- Fatmomakke kyrkstad, Vilhelmina kommun, 2014 65°05′04.60″N 15°08′46.33″Ö / 65.0846111°N 15.1462028°Ö

## Västernorrlands län

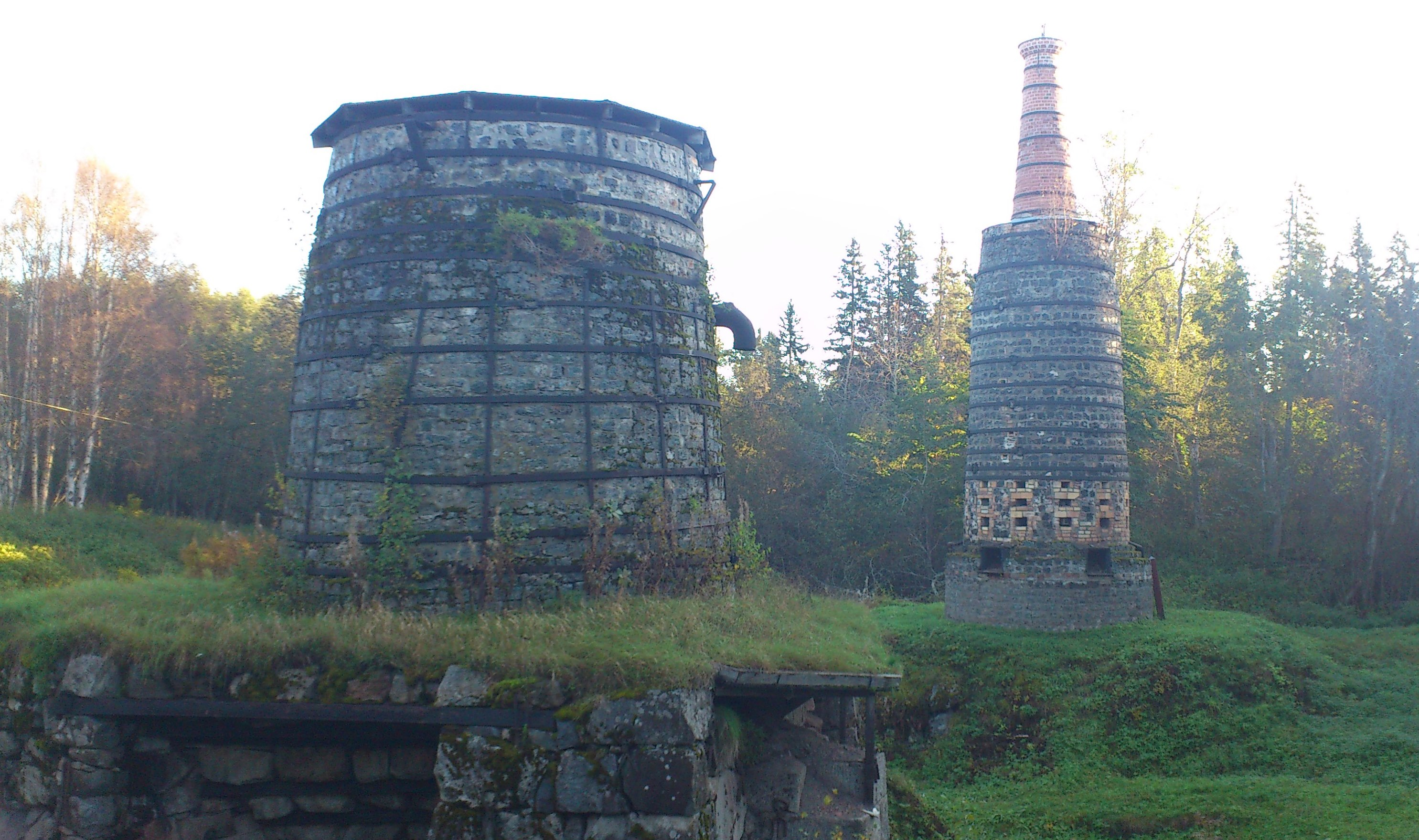
Lögdö bruk

- Mariebergs sågverkssamhälle, Kramfors kommun, 2004 62°59′26″N 17°47′32″Ö / 62.99056°N 17.79222°Ö
- Lögdö bruk, Timrå kommun, 2004 (kommunalt inrättat) 62°33′28″N 17°23′5″Ö / 62.55778°N 17.38472°Ö
- Sandvikens fiskeläge, Örnsköldsviks kommun, 2005 63°04′12″N 18°41′37″Ö / 63.07000°N 18.69361°Ö

## Västmanlands län

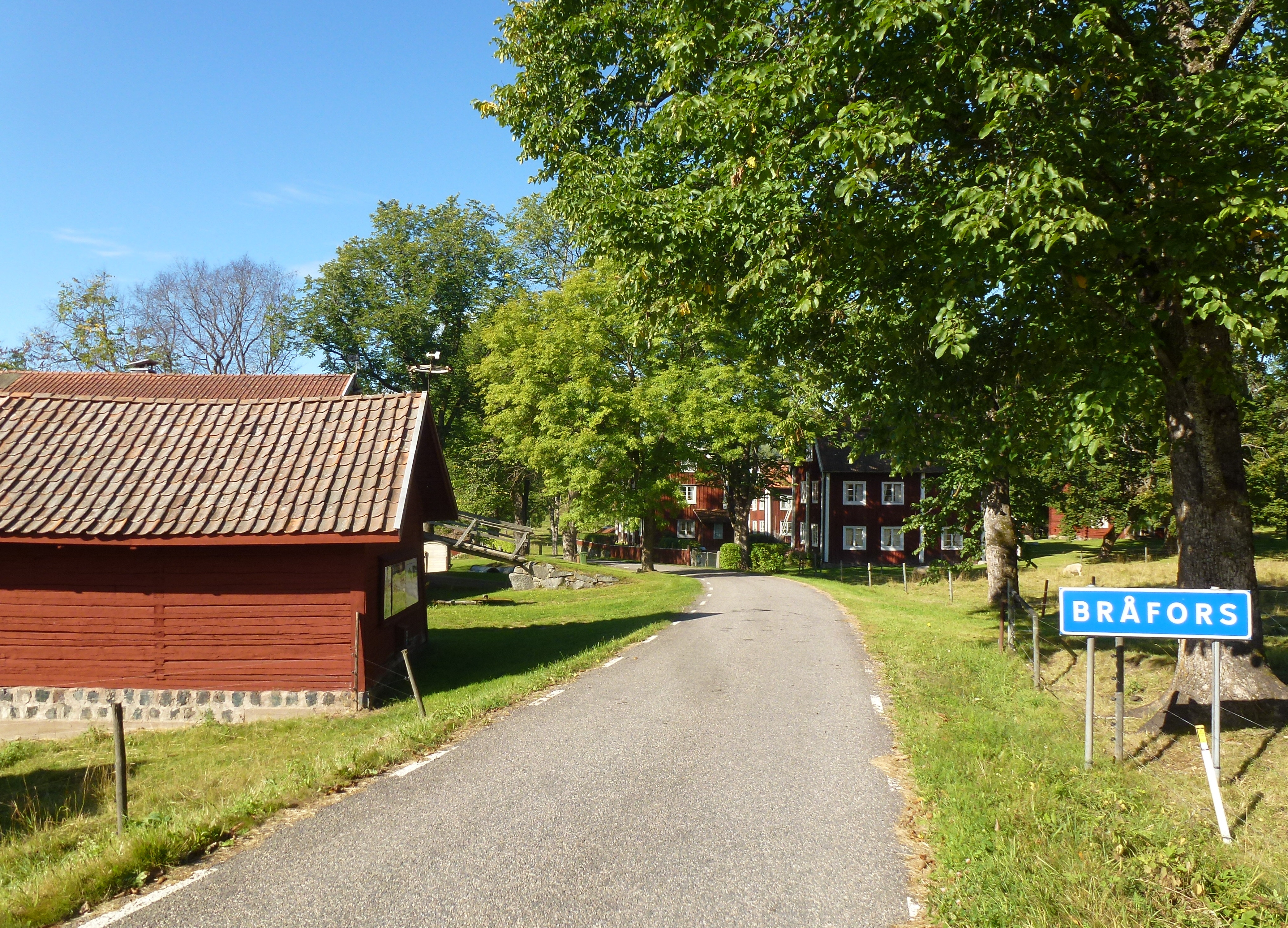
Bråfors bergsmansby

- Bråfors bergsmansby, Norbergs kommun, 2006 60°02′28″N 15°43′53″Ö / 60.04111°N 15.73139°Ö
- Gäddeholm, Västerås kommun, 2008 (kommunalt inrättat) 59°33′17.30″N 16°39′32″Ö / 59.5548056°N 16.65889°Ö

## Västra Götalands län
- Gunnebo slott, Mölndals kommun, 2003 57°39′29″N 12°03′30″Ö / 57.65806°N 12.05833°Ö
- Ramsholmens odlingslandskap, Marks kommun, 2005 (kommunalt inrättat) 57°26′42″N 12°41′59″Ö / 57.44500°N 12.69972°Ö
- Åsnebyn, Melleruds kommun, 2008 58°41′36″N 12°23′37″Ö / 58.69333°N 12.39361°Ö
- Vallby Sörgården, Skövde kommun, 2008 58°32′25″N 13°59′31″Ö / 58.54028°N 13.99194°Ö
- Gräfsnäs slottspark, 2010 (kommunalt inrättat) 58°4′36.5″N 12°29′49.5″Ö / 58.076806°N 12.497083°Ö

## Örebro län

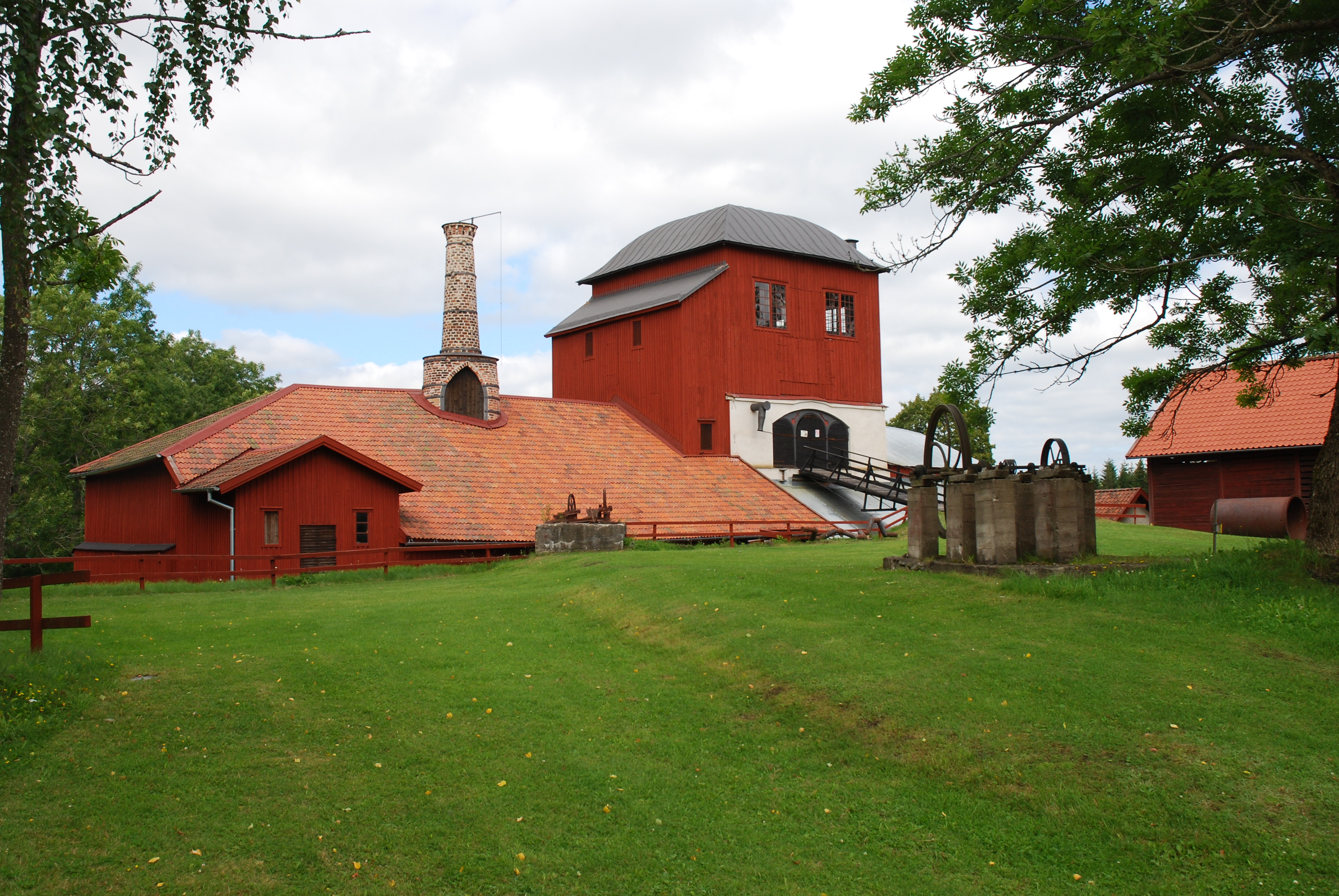
Pershyttan

- Gamla Pershyttans bergsmansby, Nora kommun, 2004 59°29′34″N 15°00′11″Ö / 59.49278°N 15.00306°Ö
- Karlslunds herrgård, 2010 (kommunalt inrättat) 59°16′10″N 15°8′56″Ö / 59.26944°N 15.14889°Ö
- Sommarro, 2010 (kommunalt inrättat) 59°14′41″N 15°11′25″Ö / 59.24472°N 15.19028°Ö

## Östergötlands län

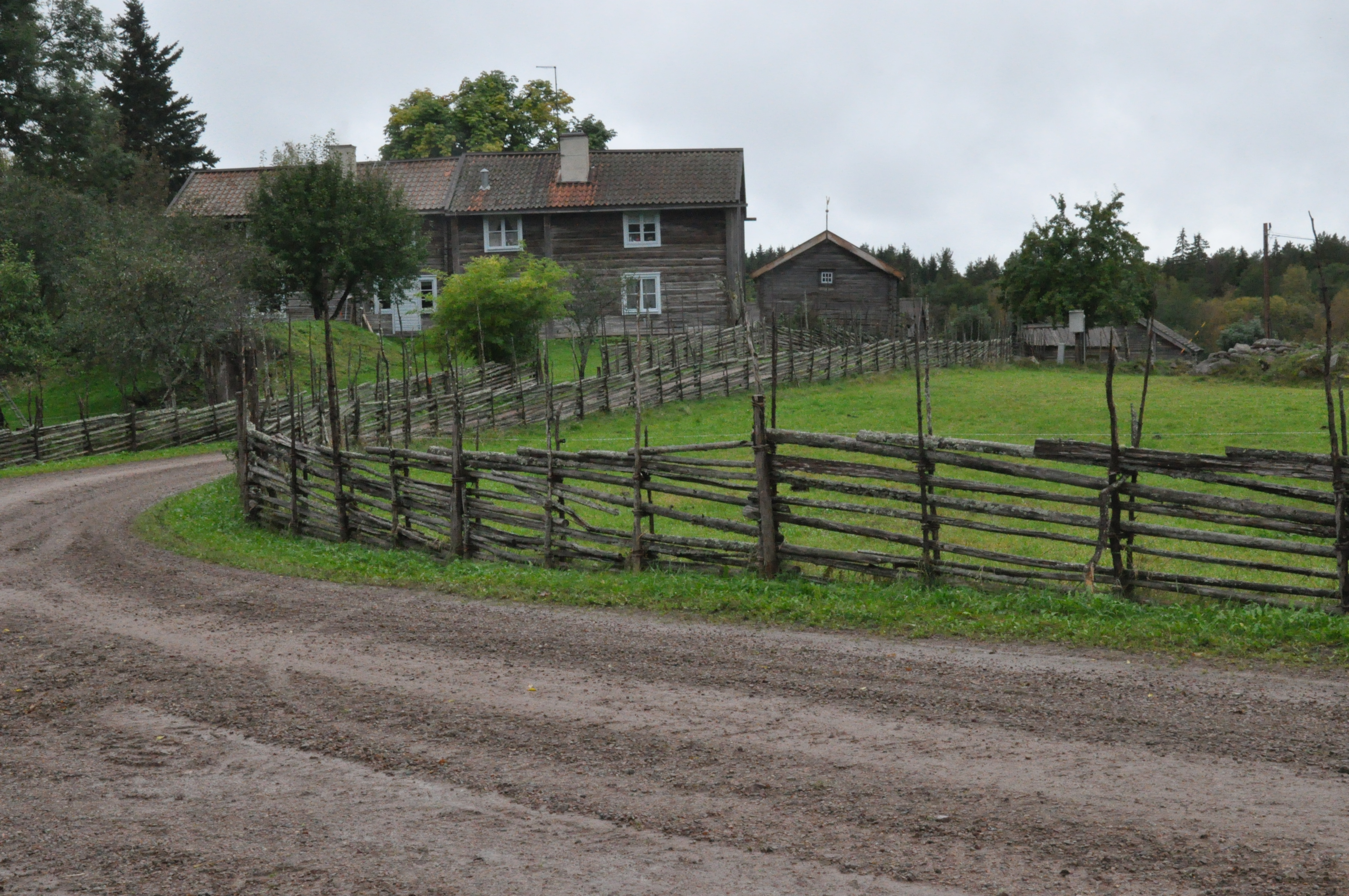
Smedstorps dubbelgård

- Smedstorps dubbelgård, Ydre kommun, 2001 57°56′37″N 15°24′51″Ö / 57.94362°N 15.41419°Ö
- Öna kulturreservat, Linköpings kommun, 2002 58°10′57″N 15°27′49″Ö / 58.18250°N 15.46361°Ö

## Kulturreservat enligt äldre definition
Begreppet ”kulturreservat” användes före införandet av Miljöbalken 1999 lokalt i bemärkelsen ”bebyggt område som bevaras som kulturminnesmärke”.  Denna äldre användning av begreppet kulturreservat används fortfarande ofta i dagligt tal, till exempel om Åsöberget i Stockholm, Kulturreservatet Gathenhielm i Majorna i Göteborg och Klippans kulturreservat i Göteborg. Tidigare har också Wadköping i Örebro benämnts kulturreservat, men betecknas numera friluftsmuseum.